# Jenny (Surinam)
Jenny es una localidad situada en el noreste del distrito de Coronie en Surinam. Se encuentra frente a Boskamp, a la que está conectada a través del puente Coppename.